# Rosalía Gómez Lasheras
Rosalía Gómez Lasheras   (Santiago de Compostel·la, 1994) és una pianista gallega.
Va començar a estudiar piano als 5 anys d'edat i va ampliar els seus coneixements en el Conservatori Professional de Santiago, on va culminar els seus estudis professionals l'any 2011 amb un Premi Extraordinari. Aquest mateix any es va traslladar a Holanda per fer estudis superiors en el Conservatori d'Utrecht amb el professor estatunidenc Alan Weiss. Al 2013, va obtenir el Primer Premi en el concurs Young Pianist Foundation interpretant el Concert per a piano núm. 2 de Chopin, a més del 'Laureates Award' i el de la Millor Interpretació de Sonata Clàssica, Schumann i Música Moderna. Va donar el seu recital de presentació en el Concertgebouw d'Amsterdam. L'any 2015, el diari El Correo Gallego li va atorgar el títol de "Gallega de l'Any" per la seva destacada trajectòria.

## Premis
- Premi Chopin, VII Concurs de Piano Minho (Portugal, 2010)
- XVI Concurs de Piano Infanta Cristina (Madrid, 2012), categoria juvenil.[4]
- XV Cicle de Primavera (Barcelona, 2012)
- Concurs Young Pianist Foundation (Ámsterdam, 2013), Primer Premi.[5][1]